# Sjaak Vennekens
Jacob Melchior Marie-Joseph (Sjaak) Vennekens (Neer, 15 augustus 1909 – aldaar, 30 november 1994) was een Nederlands politicus van de KVP.
Hij werd geboren als zoon van Hendrikus Josephus Vennekens, destijds gemeentesecretaris van Neer, die van 1925 tot 1942 burgemeester van Neer was en daarnaast van 1934 tot 1938 burgemeester van Buggenum was. Zelf was hij ambtenaar bij de gemeentsecretarie van Neer voor hij in 1938 zijn vader in Buggenum opvolgde als burgemeester. In 1942, tijdens de oorlog, moest hij plaatsmaken voor een NSB-burgemeester. In 1944 werd Vennekens waarnemend burgemeester van Neer en in 1946 werd hij daar bij koninklijk besluit benoemd tot burgemeester. Vanaf 1968 was hij daarnaast burgemeester van Kessel. In 1974 ging hij met pensioen. In 1994 overleed hij op 85-jarige leeftijd.